# Assakürt
Assakürt (szlovákul Nové Sady, korábban Ašakert) község Szlovákiában, a Nyitrai kerületben, a Nyitrai járásban.

## Fekvése
Nyitrától 15 km-re északnyugatra fekszik, Nyitraszil (szlovákul Sila) tartozik hozzá. A korábban hozzá tartozó Csabb önállósult tőle. Majorjai: Cerovina, Kotrbol, Podlakša.

## Története
Assakürt területe már az újkőkorszakban lakott volt. A régészek a lengyeli kultúra népének csontvázas temetőjét találták itt meg.
A mai települést 1156-ban "Kurt" alakban említik először. 1343-ben "Assakurth", 1364-ben "Nagkurth" néven bukkan fel a forrásokban. A 13. században a Kürthy család birtoka, a 14. századtól a 16. századig az Assa családé, később a Bossányiaké. 1546-ban Oláh Miklósé, a 16. század közepén a Ghiczy család szerzett itt birtokot. A községben 1550-ben Ghyczy József reneszánsz várkastélyt épített, melyet a 19. század elején Ghyczy András helyreállíttatott és átalakíttatott.
1559-ben a falut felégette a török. 1564. május 7-én fagy pusztította a környék szőlőit és gyümölcseit. 1601-ben 64 jobbágy és 4 szabad család élt a településen. A 17 és 19. század között a Bercsényi, Mednyánszky és Klobusiczky családok birtokolták. 1715-ben szőlőskertje és 26 háztartása volt, ebből 16 zselléreké. 1787-ben 80 házában 805 lakos élt. 1828-ban 69 háza és 482 lakosa volt. A falu lakói mezőgazdasággal, az asszonyok szövéssel foglalkoztak.
Fényes Elek szerint "Assa-Kürth, Nyitra m. tót falu, 250 kath., 181 evang., 58 zsidó lak. Van kath. és evang. paroch. temploma, synagógája, szőlőhegye, erdeje s termékeny határa. Eredeti helye a Ghyczy családnak. Ut. p. Nyitra."
A trianoni békeszerződésig Nyitra vármegye Nyitrai járásához tartozott, ezután a csehszlovák állam része lett. Az első világháború után a községben földreformot hajtottak végre. 1920-ban hivatalos szlovák neve Ašakert lett, mai szlovák nevét 1948-ban kapta.
2018 szeptemberében tűz ütött ki a községházában, ahol az óvoda is működött. Személyi sérülés nem történt.

## Népessége
| Év:            | 1994. | 2004.    | 2014.   | 2024.   |
| -------------- | ----- | -------- | ------- | ------- |
| Emberek száma: | 1992  | 1273     | 1294    | 1312    |
| Eltérés:       |       | -36,09 % | +1,64 % | +1,39 % |

| Év:            | 2023. | 2024.   |
| -------------- | ----- | ------- |
| Emberek száma: | 1317  | 1312    |
| Eltérés:       |       | -0,37 % |

1880-ban 643 lakosából 503 szlovák, 76 német, 21 magyar, 7 szerbhorvát, 11 más anyanyelvű és 25 csecsemő volt. Nyitraszil 316 lakosából 284 szlovák, 21 német, 1 magyar anyanyelvű és 10 csecsemő.
1890-ben 800 lakosából 699 szlovák és 28 magyar anyanyelvű volt. Nyitraszilen 259 szlovák anyanyelvű élt.
1900-ban 774 lakosából 671 szlovák és 23 magyar anyanyelvű volt. Nyitraszil 264 szlovák és 1 magyar anyanyelvű lakott.
1910-ben 840 lakosából 765 szlovák, 38 német, 36 magyar és 1 más anyanyelvű. Nyitraszil 319 lakosából 273 szlovák, 39 német és 7 magyar anyanyelvű volt.
1919-ben 111 házában, 977 lakosából 941 csehszlovák, 16 magyar, 18 német, 1 ruszin és 1 más nemzetiségű volt. Nyitraszil 57 házában, 323 lakosából 294 csehszlovák, 28 német és 1 magyar volt.
1921-ben 953 lakosából 940 csehszlovák és 4 magyar volt. Nyitraszilen 302 csehszlovák élt.
1930-ban 1118 lakosából 1102 csehszlovák és 4 magyar volt. Nyitraszilen 290 csehszlovák és 1 magyar élt.
1991-ben 1966 lakosából 1956 szlovák és 2 magyar volt.
2001-ben 1320 lakosából 1303 szlovák és 1 magyar volt.
2011-ben 1288 lakosából 1254 szlovák, 3 magyar és 25 ismeretlen nemzetiségű.
2021-ben 1296 lakosából 3 (+1) magyar, 1228 (+1) szlovák, 10 (+1) egyéb és 55 ismeretlen nemzetiségű volt.

## Nevezetességei
- Római katolikus temploma 1909-ben épült klasszicista stílusban.
- Evangélikus temploma 1786-ban épült torony nélkül, tornyát a 19. század elején építették.
- Reneszánsz kastélyát a 17. században építették egy korábbi vár helyén. Jelenlegi formájában barokk és 19-20. századi átépítések nyomait viseli, megőrizve ugyanakkor a későreneszánsz összképét: téglalap alaprajzú kétsaroktornyos épület. A második világháború után a kastély a helyi általános iskolának adott otthont, amíg az 1960-as években fel nem épült az iskola új épülete a kastély közvetlen szomszédságában. A kastély üresen állt, tetőzete beszakadt, falai romladoztak, mára azonban teljesen felújították.
- Barokk kúriája 18. századi.

## Neves assakürtiek
- Itt született 1853-ban Friedmann Dávid sopronkeresztúri rabbi.
- Itt született 1920-ban Mária Hájková szlovák színésznő.
- Itt született 1872-ben Aschner Lipót a Tungsram vezérigazgatója, az Újpesti Torna Egylet elnöke
- Bohuslav Tablic (Csehberek, 1769 – Egyházmarót, 1832) költő, evangélikus lelkész (hét évig lelkészként szolgált Assakürtön)